# Rosinei Adolfo
Rosinei Adolfo, kurz Rosinei (* 3. Mai 1983 in Lavrinhas) ist ein brasilianischer Fußballspieler.

## Spielerkarriere
Rosinei startete seine Karriere als Fußballer in seiner brasilianischen Heimat in der Jugend von Cruzeiro Belo Horizonte, anschließend wechselte er für das Jahr 2003 zum Erstligisten AD São Caetano. Seine erfolgreichste Zeit hatte Rosinei bei SC Corinthians in São Paulo, wo er vier Spielzeiten verbrachte (2004–2007) und zusammen mit Weltklassespielern wie dem Argentinier Carlos Tévez im Jahre 2005 brasilianischer Meister wurde.
Im Januar 2008 wechselte Rosinei in die erste spanische Liga, um den Aufsteiger Real Murcia im Abstiegskampf zu verstärken. Sein Liga-Debüt gab er dort am 20. Spieltag beim 1:3 bei Real Saragossa.
Nach dem Abstieg Murcias verlieh ihn der Verein wieder in die brasilianische Liga und er unterschrieb beim SC Internacional in Porto Alegre. Er kam in der Série A 2009 auf zwei Einsätze. Mitte 2009 endete das Leihgeschäft. Murcia verlieh ihn anschließend an Club América nach Mexiko. Im Sommer 2010 nahm ihn América fest unter Vertrag. Dort blieb er bis Ende 2012.

## Erfolge
Corinthians
- Brasilianischer Meister: 2005